# Joseph Pardo

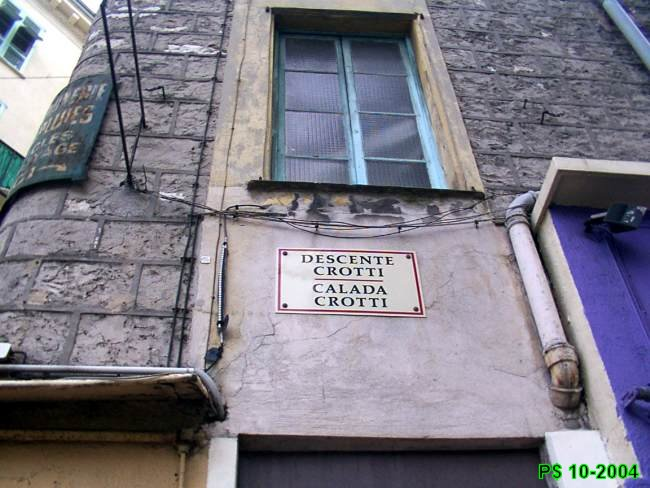

Joseph Sauveur Pardo, né le 18 juillet 1917 à Nice et mort dans cette même ville le 21 juillet 1990, est un éditeur d'art et traducteur.

## Biographie
Joseph Sauveur Pardo est né à Nice le 18 juillet 1917 d'un père marchand ambulant né en Serbie et d'une mère née à Livourne. En 1939, il se marie à Paris alors qu'il est Caporal-chef au dépôt de secrétaires d'État-Major des troupes coloniales.Revenu à Nice, Il fonde en 1949 les Editions d'Art Joseph Pardo ou Editions Sefer, situées à Nice au numéro 6 de la descente Crotti.
Il entreprend un travail d'éditeur au sens humaniste du terme, traduisant et adaptant lui-même de nombreux textes qu'il édite.

## Textes édités par Joseph Pardo entre 1949 et 1990
- Nostradamus, Les merveilleuses centuries et prophéties de Nostradamus, 1961.
- Antonio Aniente, Les Merveilleux voyages de Marco Polo, 1962-1963. Nice, Joseph Pardo. Illustrations de Jean Gradassi.
- Henry de Ferrière, Le livre du roy Modus, 1963. Nice, Joseph Pardo. Enluminures d'Ansaldi et hors-texte de Jean Gradassi.
- François Rabelais, Gargantua, 1965-1966. Nice, Joseph Pardo. Adaptation de Joseph Pardo, illustrations de Ignasi Vidal[6].
- Romans de la table ronde, 1967-1969. Texte de Joseph Pardo, illustrations de Jean Gradassi[7].
- Les Balades de Maistre François Villon, 1968. Nice, Joseph Pardo. Illustrations d'Ansaldi.
- Sinbad le marin, 1970. Nice, Joseph Pardo. Illustrations d'Ansaldi.
- Romain Rolland, Colas Breugnon, 1972-1973. Nice, Le chant des Sphères. Illustrations d'Ansaldi.
- Michel de Montaigne, Les Essais, 1973-1974. Nice, Le Chant des Sphères. Illustrations de Da Ros.
- Pierre de Ronsard, Les amours, 1974-1975. Nice, Le Chant des Sphères. Illustrations de Lucy Boucher.
- Honoré de Balzac, Contes étranges, 1976. Nice, Le Chant des Sphères. Illustrations d'Ansaldi.
- Joachim du Bellay, Les sonnets, 1977. Nice, Le Chant des Sphères. Illustrations de Lucy Boucher.
- Boccace, Le Décameron, 1976-1978.
- Les grands Troubadours, 1981. Nice, Editions Sefer. Illustrations et enluminures d'Ansaldi.
- Voltaire, Le Siècle de Louis XIV, 1984-1985.
- Confucius, Les quatre piliers de la sagesse, 1988-1990. Nice, Editions d'art Sefer, le Chant des Sefer. Monaco, Editions Art et Couleurs. Adaptation de Joseph Pardo, illustrations de Jean Gradassi.
- Montesquieu, De l'esprit des lois, 1989-1990. Monaco, Editions d'art Sefer, le Chant des Sphères. Illustrations de Da Ros[8].

## Collaborations

### Relieurs et doreurs
- Daniel Knoderer

### Enlumineurs et illustrateurs

#### Jean Gradassi
La collaboration entre  Joseph Pardo et Jean Gradassi semble commencer avec la publication en 1961 des Merveilleuses centuries et prophéties de Nostradamus. Celle-ci ne s'arrêtera plus jusqu'au décès de l'illustrateur en 1989.

#### Raymond Moretti
Il illustre de 36 compositions l'ouvrage d'Arthur Rimbaud, Le Bateau ivre publié par Joseph Pardo en 1966. Tirée à 400 exemplaires, cette édition nécessita de R. Moretti la production de six cent illustrations en trois mois de travail.